# Naile İvegin
Naile İvegin, coniugata Çırak (Niksar, 29 maggio 1985), è una cestista turca.

## Carriera
Con la Turchia ha disputato tre edizioni dei Campionati europei 2009, 2011, 2013).